# Conservatoire de musique de Val-d'Or
Le Conservatoire de musique de Val-d'Or, fondé en 1964, est une école publique permettant de former des musiciens. Il entre dans les conservatoires faisant partie du réseau du Conservatoire de musique et d'art dramatique du Québec.
Les services du Conservatoire sont offerts du primaire jusqu'au second cycle universitaire.

## Histoire
En 1962, le musicien Edgard Davignon entame une série de correspondances avec Wilfrid Pelletier, alors directeur musical au ministère des Affaires culturelles du gouvernement du Québec, pour réclamer la création d'une école de musique pré-conservatoire, à Val-d'Or.
À la suite de l'ouverture, par Edgard Davignon, d'une école de musique pré-conservatoire, à Val-d'Or, avec l'appui du ministère des Affaires culturelles, le Conservatoire de musique de Val-d'Or est fondé en 1964 et ne compte qu'un seul professeur, Edgard Davignon lui-même. Lors de cette première année, une vingtaine d'élèves suivent les cours offerts.
Trois ans plus tard, le professeur de violon Luiz Rebello se joint à Edgard Davignon et en 1969, les professeurs d’instruments à vent et de piano, Noël Samyn et son épouse, Monique Collet-Samyn, rejoignent l’équipe.
Le Conservatoire se situe d'abord dans une petite pièce de l'école Marie-Immaculée puis dans le sous-sol de l'Édifice provincial. En 1978, un nouvel édifice est bâti à l'angle de la 4e avenue et de la 7e rue dans le but de donner au Conservatoire son bâtiment autonome. La construction se termine en 1979 et on y compte 11 professeurs.
Depuis 2013, le Conservatoire se trouve dans le complexe Edgar-Davignon en l'honneur du premier directeur du Conservatoire.
En 2014, comme d'autres conservatoires de musique localisés dans les régions du Québec, le Conservatoire de musique de Val-d'Or est menacé de fermeture à cause d'un déficit de 14 millions de dollars du Conservatoire de musique et d'art dramatique,.
En 2015, la cantatrice Marie-Josée Lord offre une classe de maître à des élèves en chant du conservatoire.
Le 14 avril 2023, le Conservatoire tiendra un spectacle rendant hommage à son fondateur Edgard Davignon qui aurait fêté ses 100 ans durant l'année.

## Professeurs

### Professeurs actuels
- Jacob Auclair-Fortier (Violoncelle)
- Neal Bennet (Cuivres)
- Saul Bogatti (Diction italienne)
- Philippe Bournival (littérature musical)
- Hugues Cloutier (Piano)
- Johanne Couture (Musicologie)
- Donald Ferland (Saxophone)
- Pierre Grondines (Histoire de la musique)
- Marie-Noëlle Lavoie (Histoire de la musique)
- Krystina Marcoux (Percussion)
- Ékatérina Mikhalova-Tremblay (Piano)
- Carl Matthieu (Piano)
- Isabelle Pichet (Histoire de l'art)
- Amélie Soulard (Préparation psychologique à la prestation artistique)
- Frédéric St-Pierre (Violon)
- Pierre-Louis Thérien (Guitare)
- Chun-Chi Peggy Tong (Contrebasse)
- Isabelle Trottier (Chant)
- Marie-Maude Viens ( Formation musicale auditive)

### Anciens professeurs
- Edgard Davignon

## Installations
À la suite de travaux faits en 2013, le Conservatoire possède une salle multifonctionnelle, plusieurs salles de classe, une bibliothèque contenant plusieurs ouvrages spécialisés dans la musique et la danse et une salle de spectacle pouvant contenir jusqu'à 101 places.

## Anciens élèves
Parmi les personnalités connues sont passés par le Conservatoire de musique de Val-d'Or, on retrouve la chanteuse et musicienne Diane Tell qui faisait partie des premiers élèves,. Le pianiste Mario Duchemin, le flûtiste André-Gilles Duchemin, le guitariste Rémi Boucher, ainsi que les saxophonistes Donald Ferland et Mathieu Gaulin sont aussi passés par le Conservatoire de musique de Val-d'Or.